# Graphocraerus
Graphocraerus — рід цикадок із ряду клопів, який зустрічається у Палеарктиці. Єдиний вид роду.

## Опис
Цикадки розміром 5—6 мм. Кремезні, з помірно виступаючою широкою головою. Тім'я поперечне.